# 1954 في البرازيل
فيما يلي قوائم الأحداث التي وقعت خلال عام 1954 في البرازيل.

## سياسة

### انتهاء فترة المنصب
- 24 أغسطس – أوزفالدو أرانيا وزير المالية.
- 24 أغسطس – جيتوليو فارجاس رئيس البرازيل.

## رياضة
- 1 يناير – بطولة كأس العالم لكرة السلة 1954

## مواليد

### فبراير
- 19 فبراير – سقراط لاعب كرة قدم برازيلي.[1]

### مارس
- 9 مارس – كارلوس غصن رجل أعمال لبناني.[2]
- 31 مارس – زينون دي سوزا فارياس لاعب كرة قدم برازيلي.

### أبريل
- 13 أبريل – روبيرتو ديناميتي لاعب كرة قدم برازيلي.[3]

### يونيو
- 6 يونيو – خورخي ميندوسا لاعب كرة قدم برازيلي.
- 20 يونيو – أوسكار بيرناردي لاعب كرة قدم برازيلي.[4]
- 29 يونيو – ليوفيغيلدو جونيور لاعب ومدرب كرة قدم برازيلي.

### يوليو
- 22 يوليو – تونينيو مورا لاعب كرة قدم برازيلي.

### ديسمبر
- 21 ديسمبر – جواو جوستينو أمارال دوس سانتوس لاعب كرة قدم برازيلي.[5]

## وفيات

### يناير
- 6 يناير – روبيرتو غوميز بيدروسا (مواليد 1913) لاعب كرة قدم برازيلي.

### أغسطس
- 24 أغسطس – جيتوليو فارجاس (مواليد 1882)[6]